# Fuerte de Santiago (Manila)
El Fuerte de Santiago (en tagalo: Moog ng Santiago) es una ciudadela construida por el navegante y gobernador español, Miguel López de Legazpi para la recién establecida ciudad de Manila, en Filipinas a finales del siglo XVI. La fortaleza es parte de las estructuras de la ciudad amurallada de Manila conocida como Intramuros ("dentro de los muros").

## Historia
La fortaleza es uno de los sitios históricos más importantes de Manila. Varias personas perdieron la vida en las cárceles durante el período colonial español y en la Segunda Guerra Mundial. José Rizal, el héroe nacional filipino, fue encarcelado aquí antes de su ejecución en 1896. El museo santuario de Rizal exhibe objetos en recuerdo del héroe en su colección y elementos del fuerte, con una representación de sus últimos pasos incrustados en el suelo en bronce, que intentan recordar la ruta de su celda a la ubicación de su ejecución real .
Se encuentra a pocos cientos de pasos de la Catedral de Manila y el Palacio del Gobernador (que alberga actualmente la Comisión de Elecciones).